# 二宮邦次郎

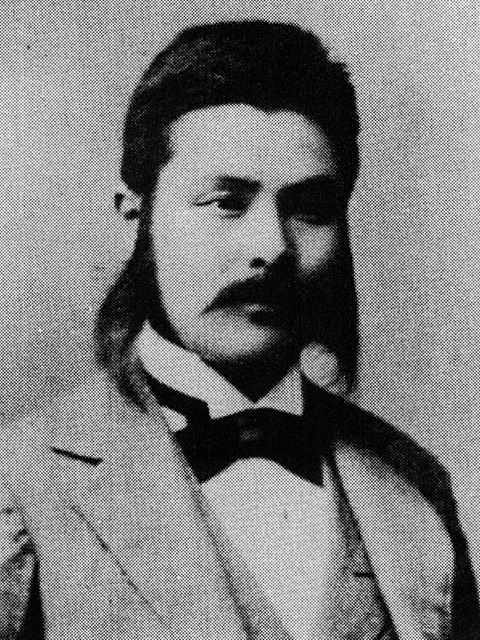
二宮邦次郎

二宮 邦次郎（にのみや くにじろう、安政7年1月2日（1860年1月24日） - 大正15年（1926年）9月7日）は明治・大正期の日本の牧師、教育者。

## 略歴
備中松山藩士の片貝正倫・ヨシの子として生まれ、藩医二宮英庵の養子となる。
1876年（明治9年）4月に岡山師範学校を卒業し、小学校教員をしながら自由民権運動の演説会などで活動していたが、新島襄や金森通倫の岡山伝道に接したことがきっかけで1880年（明治13年）に岡山教会で新島から洗礼を受け、さらに同志社の速成邦語神学科で学んだ。
1882年（明治15年）には高梁教会の設立に尽力したあと、美作落合教会の2代目牧師に就任する。さらに愛媛県の今治教会に転じ、横井時雄牧師を助けて松山伝道にも加わり、1885年（明治18年）に松山第一基督教会（現・日本基督教団松山教会）を設立した。
その翌年には松山女学校（現・松山東雲学園）を設立して初代校長となる。コーネリア・ジャドソンや西村清雄の松山夜学校（現・松山学院高等学校）創立にも協力した。
1901年（明治34年）に松山第一基督教会から休暇を得て巡回伝道に旅立ったが、休暇期間が明けても松山に戻らず、1920年（大正9年）まで京橋教会（現・日本基督教団行人坂教会）牧師を務めた。
1926年（大正15年）7月、長男の勤務先（大連）を訪問しての帰途に松山教会と松山女学校に立ち寄ったが、東京に戻った直後に宿病の脳溢血が再発し、9月7日に没した。墓所は多磨霊園。